# Giovanni Mauriello
Giovanni Mauriello (Napoli, 27 novembre 1945) è un musicista e attore italiano.

## Biografia
Originario del quartiere di San Giovanni a Teduccio, ha fondato, nel 1967, il gruppo della Nuova Compagnia di Canto Popolare, insieme ad Eugenio Bennato e a Carlo D'Angiò, con la collaborazione di Roberto De Simone. Nel 1972 il gruppo fu presentato al Festival di Spoleto da Eduardo De Filippo. Con la NCCP ha inciso 15 album e ha svolto un'intensa attività concertistica, che lo ha portato in tutto il mondo. Nel 1992 il gruppo ha partecipato al Festival di Sanremo con il pezzo Pe' dispietto, ottenendo il premio della critica. Giovanni Mauriello ha lasciato il gruppo nel 1996.
Nell'ambito teatrale ha ricoperto ruoli in varie produzioni: La gatta Cenerentola (1976) e La canzone di Zeza, entrambe di Roberto De Simone, Carmina vivianea, La cantata di Masaniello, Le 99 disgrazie di Pulcinella. È stato protagonista del Pulcinella e dell'Histoire du soldat, entrambi di Igor' Fëdorovič Stravinskij, e per la regia di Roberto De Simone e la seconda diretta da Salvatore Accardo. Ha ottenuto il premio Gino Cervi per l'interpretazione del "Femminello".
Nel 1977 ha partecipato, sempre con la NCCP, alla trasmissione televisiva La cantata dei pastori di Roberto De Simone.
Ha vinto il premio “Gino Cervi” per il teatro e il “Polifemo d'argento” al Festival internazionale del cinema di Taormina per il film Another Time, Another Place, con la regia di Michael Radford, di cui è stato protagonista.
Viene definito da Eugenio Bennato e Carlo D'Angiò «manifestazione vivente dei "balli di Sfessània", miscuglio esplosivo di fantasia vocale e gestuale che prescindeva da qualsiasi forma di scuola: lui della musica conosceva solo quello che l'istinto gli dettava».

## Discografia

### Nuova Compagnia di Canto Popolare
- 1971 – Nuova Compagnia di Canto Popolare, RAR
- 1972 – Nuova Compagnia di Canto Popolare, RAR (LP doppio)
- 1973 – NCCP, EMI (dal vivo, registrato al Teatro Belli di Roma)
- 1974 – Li sarracini adorano lu sole, EMI
- 1975 – Tarantella ca nun va' bbona EMI
- 1976 – 11 mesi e 29 giorni, EMI
- 1978 – Aggio girato lu munno, EMI
- 1981 – Storie di fantanasia, Panamusic
- 1992 – Medina, CGD
- 1995 – Tzigari, CGD
- 1996 – Incanto acustico, CGD

### Giovanni e Matteo Mauriello
- 2016 – Pulcinella e compagnia bella, con testi di Paola Ossorio e musiche di Germano Mazzocchetti, Phonotype

#### Altre partecipazioni ad album
- 1976 – La Gatta Cenerentola, EMI (LP doppio: favola in musica in tre atti di Roberto De Simone), con la NCCP
- 1977 – La cantata dei pastori, EMI  (dall'omonima trasmissione televisiva), con la NCCP
- 1979 – cinque brani della NCCP, registrati dal vivo a Salisburgo entrano a far parte del CD di Friedrich Gulda Tales of world music
- 1993 – Tammurriata dei prigionieri, di Corrado Sfogli, da Another time, another place original soundtrack recording
- 1994 – partecipazione al brano Pasqualino maragià in un CD di duetti di Roberto Murolo, con la NCCP
- 1994 – partecipazione al brano Napule doceamara nel CD La voce di Napoli di Sergio Bruni, con la NCCP
- 2001 – brano Sia beneritto, del CD Le danze di Dioniso di Carlo Faiello
- 2004 – partecipazione nel brano Kyrie Eleison nel CD Danze d'incenso, del gruppo Maalavia
- 2005 – frammenti di canti popolari campani nel brano Canticos, del CD Amargura, della cantante sarda Elena Ledda
- 2012 – partecipazione con Sara Grieco al brano Pe' dispietto, nel CD Naples power, degli 'A 67
- 2013 – partecipazione nei brani Giuvanneniello e Bella ciao del CD Vox populi disincanti popolari di Mimmo Napolitano
- 2016 – ospite nel brano 'Sta terra è 'a mia, del CD Sud di Consiglia Licciardi

## Teatro
- Con la NCCP partecipa agli spettacoli di Roberto De Simone:
  - La canzone di Zeza
  - La cantata dei Pastori
  - La gatta Cenerentola
- La perla reale, rilettura dell'omonima opera di Elvio Porta, con testi di Angelo Manna e regia di Armando Pugliese
- Sona sona, regia di Bruno Garofalo, con musiche di Antonio Sinagra
- Altri spettacoli scritti o diretti da Roberto De Simone:
  - Carmina Vivianea
  - Histoire du soldat di Igor' Fëdorovič Stravinskij
  - Pulcinella di Igor Stravinskij
  - Cantata per Masaniello (con la partecipazione del gruppo degli Inti-Illimani)
  - Le 99 disgrazie di Pulcinella
  - Le convenienze e inconvenienze teatrali di Gaetano Donizetti
  - Eden teatro di Raffaele Viviani
- Novecento napoletano di Bruno Garofalo e Lello Scarano
- Pulcinella e compagnia bella di Paola Ossorio, regia di Lorenzo Salveti e musiche di Germano Mazzocchetti (in cui recita insieme al figlio Matteo Mauriello)
- Qui rido io di Giuseppe Sollazzo, per Napoli Teatro Festival

## Filmografia

### Cinema
- Another Time, Another Place - Una storia d'amore (Another Time, Another Place), regia di Michael Radford (1983)
- Maccheroni, regia di Ettore Scola (1985)
- Kidnapping - Pericolo in agguato (Man on Fire), regia di Elie Chouraqui (1987)
- Barbablù Barbablù, regia di Fabio Carpi (1987)
- Chiari di luna, regia di Lello Arena (1988)
- 17, ovvero: l'incredibile e triste storia del cinico Rudy Caino, regia di Enrico Caria (1992)
- Carogne (Ciro and Me), regia di Enrico Caria (1995)
- Blek Giek, regia di Enrico Caria (2001)
- Ciro, episodio di All the Invisible Children, regia di Stefano Veneruso (2005)
- Maradona - La mano de Dios, regia di Marco Risi (2007)
- Qui rido io, regia di Mario Martone (2021)

### Televisione
- Un bambino in fuga - tre anni dopo, regia di Mario Caiano – miniserie TV (1991)
- Il piccolo Lord, regia di Gianfranco Albano – film TV (1996)
- Vento di mare, regia di Gianfranco Mingozzi – miniserie TV (1999)
- Ultimo - La sfida, regia di Michele Soavi – miniserie TV (1999)
- Il testimone, regia di Michele Soavi – miniserie TV (2001)